# Laini Taylor

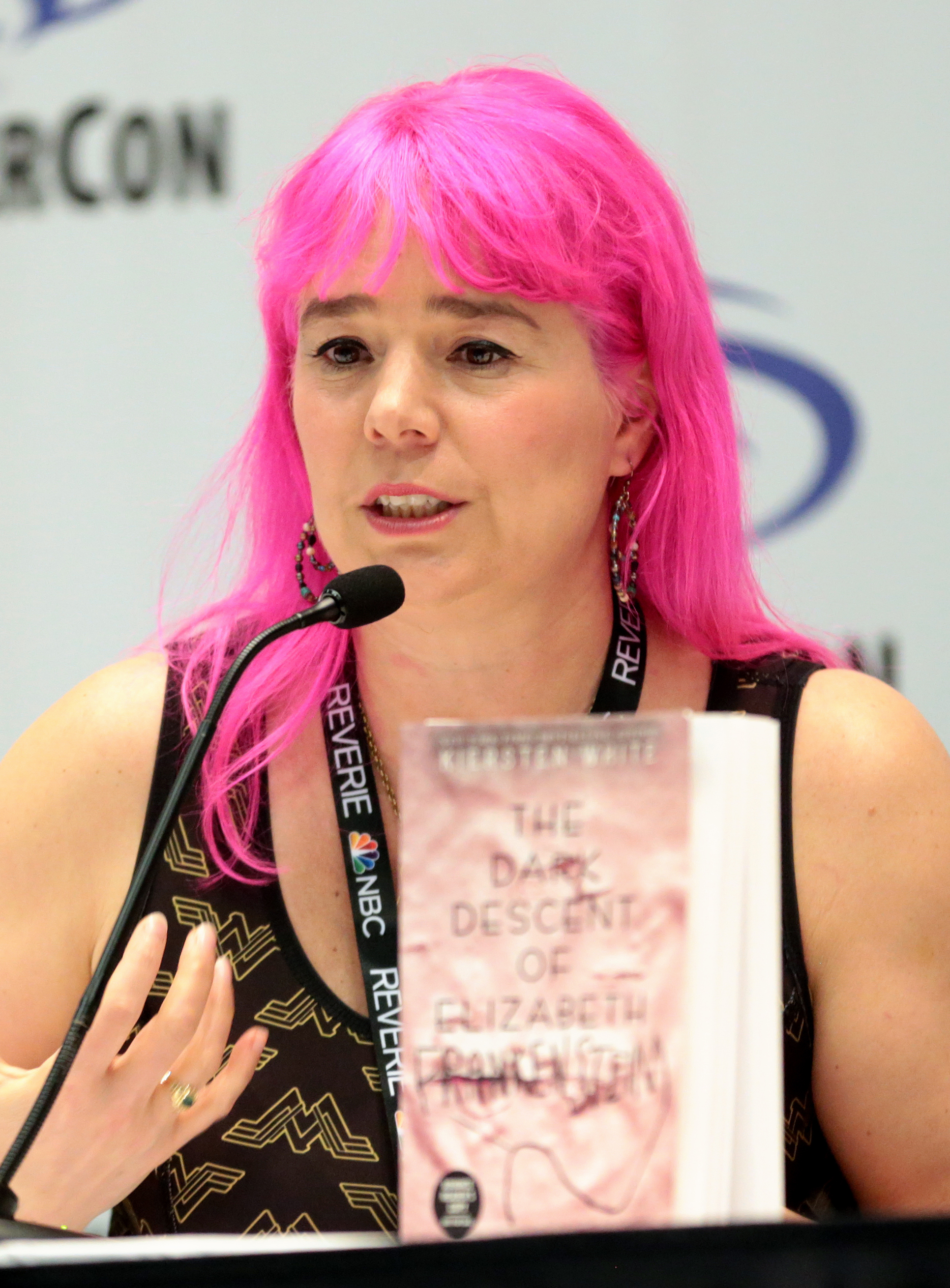
Laini Taylor, 2018

Laini Taylor (* 11. Dezember 1971 in Chico, Kalifornien) ist eine US-amerikanische Fantasy-Autorin. Sie ist für ihre Zwischen den Welten Serie (engl. Originaltitel: Daughter of Smoke and Bone) bekannt.

## Biografie
Taylor wurde in Chico (Kalifornien) geboren und machte ihren Abschluss in Englisch an der UC Berkeley. Sie lebt zurzeit in Portland (Oregon) mit ihrem Mann und Tochter. Sie wollte schon immer Autorin sein, aber war bereits 35, als sie ihren ersten Roman veröffentlichte.
2004 schrieb sie eine Graphic Novel für Image Comics, der von ihrem Mann Jim Di Bartolo illustriert wurde. Ihr erster Roman Dreamdark: Blackbringer wurde 2007 veröffentlicht und der Nachfolger gewann 2009 den Cybil Award. Jedoch ist sie am besten für ihre Jugendbuch-Reihe Zwischen den Welten (engl. Originaltitel: Daughter of Smoke and Bone) bekannt. Das erste Buch in der Serie wurde 2011 auf Amazon.com zum besten Jugendbuch gewählt. Der Nachfolger Days of Blood and Starlight war ebenfalls auf der Liste für 2012. Das erste Buch der Reihe soll verfilmt werden und Joe Roth ist einer der Produzenten für den Film.

## Bibliografie

### Die Elfen von Dreamdark
- Die Elfen von Dreamdark: Krähenmädchen (2009)
- Dreamdark: Silksinger (2009)

### Zwischen den Welten
- Daughter of Smoke and Bone (2012)
- Days of Blood and Starlight (2013)
- Dreams of Gods and Monsters (2014)
- Night of Cake and Puppets - Ebook Novella (2013)

### Strange the Dreamer
- Strange the Dreamer Buch 1 - Der Junge, der träumte (2017)
- Strange the Dreamer Buch 2 - Ein Traum von Liebe (2018)

### Muse of Nightmares
- Muse of Nightmares Buch 1 - Das Geheimnis des Träumers (2020)
- Muse of Nightmares Buch 2 - Das Erwachen der Träumerin (2020)

### Graphic Novels
- The Drowned, illustriert von Jim Di Bartolo (2004)

### Sammlungen
- Der verbotene Kuss (2011)